# Il fondo di caffè

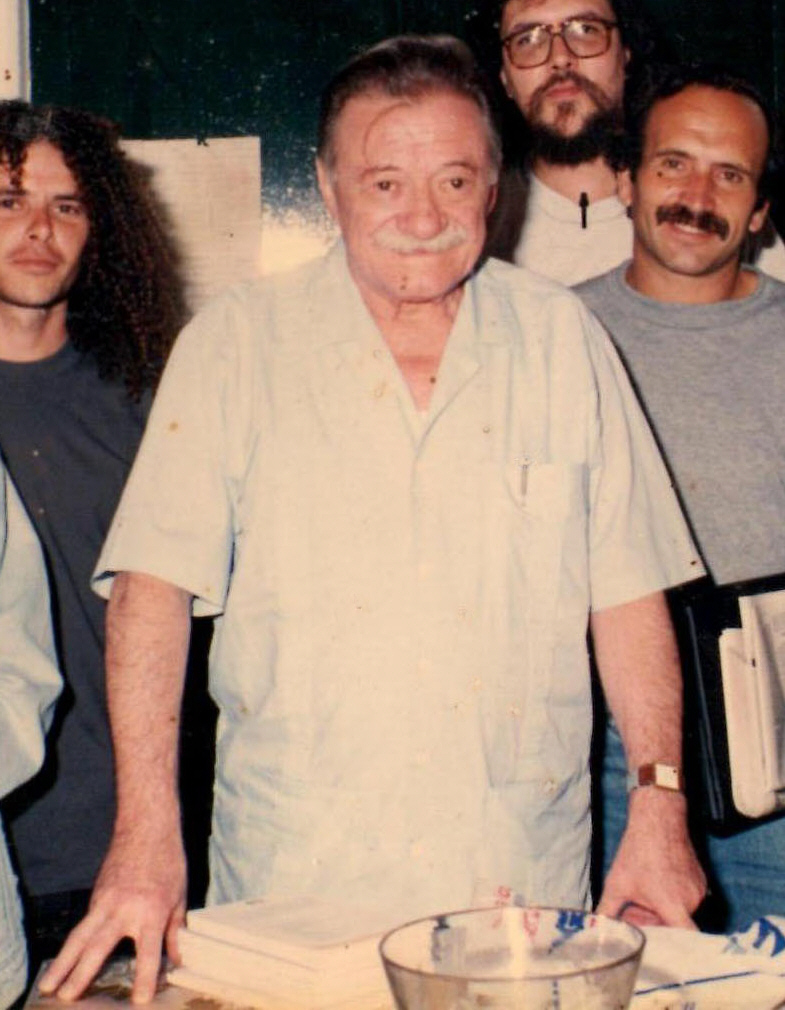
Fotografia di Mario Benedetti alla fine della conferenza stampa a Colonia (Uruguay).

Il fondo di caffè noto anche come Fondi di caffè è un romanzo dello scrittore uruguaiano Mario Benedetti. Fu pubblicato per la prima volta nel 1992, a Madrid, dove Benedetti risiedeva. Il romanzo è ambientato a Montevideo ed originariamente è formato da 48 capitoli. Non è presente un'introduzione ma una dedica con tre citazioni. La dedica è per il lavoro dei suoi traduttori. I tre personaggi citati sono: Julio Cortázar (scrittore argentino), Louis Jouvet (attore e regista di teatro francese), Milton Schinca (scrittore uruguayano).

## I luoghi
Il romanzo è ambientato in alcuni quartieri di Montevideo, dove Claudio, il personaggio principale del romanzo, trascorre la sua vita. Nel primo paragrafo del romanzo, il narratore, che agisce in prima persona come il protagonista, Claudio, fa riferimento ai continui traslochi della sua famiglia. Il più importante per il personaggio, e che avrebbe influito sul resto della sua vita, è Capurro quartiere popolare della capitale uruguaiana. Anche il quartiere Punta Carretas, zona residenziale di lusso di Montevideo, è fondamentale nel corso della storia essendo il luogo in cui il protagonista acquisisce la sua maturità.

## Il contesto storico
Nel romanzo si delineano chiaramente due accadimenti storici importanti. Il primo è quello del dirigibile Graf Zeppelin, che sorvolò Montevideo il 29 giugno 1934. Il secondo è quello della nave da guerra Admiral Graf Spee, che fu affondato nella battaglia di Rio de La Plata, durante la Seconda guerra mondiale. Questo episodio ebbe luogo il 13 dicembre 1939.

## Trama

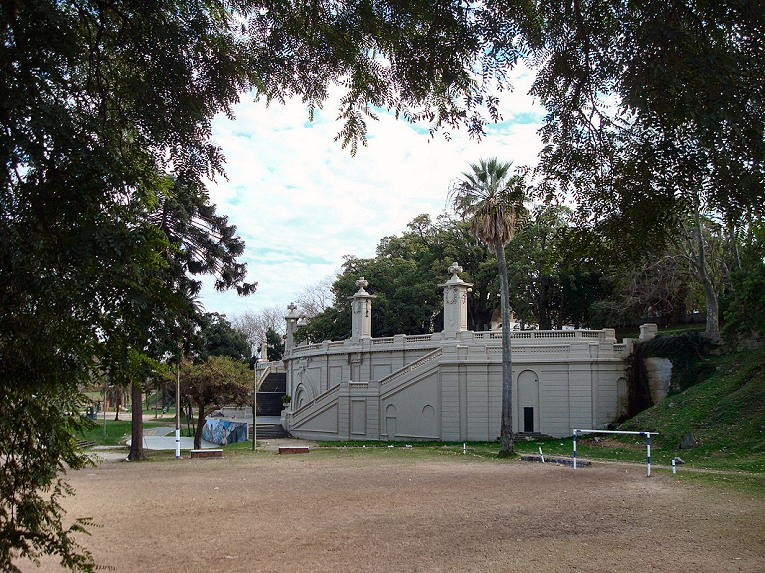
Parco di Capurro, dove il protagonista trascorre la sua infanzia

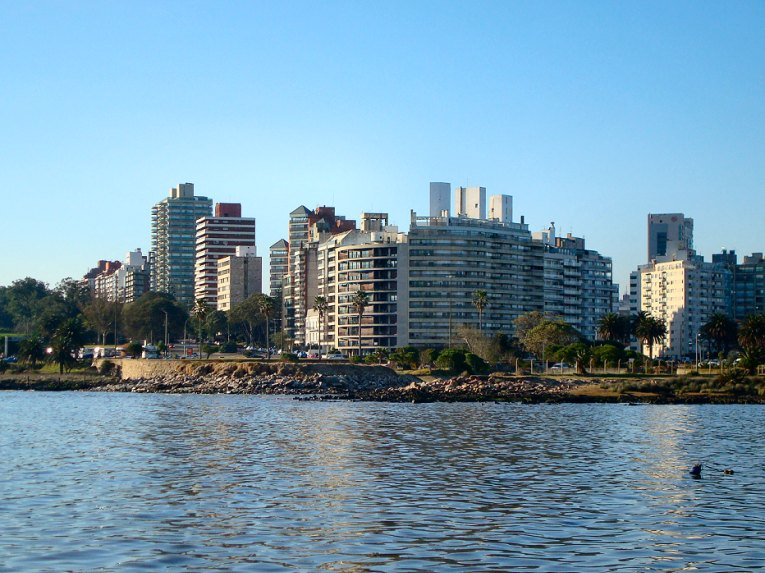
Immagine di Punta Carretas

Claudio trascorre la sua infanzia nel quartiere Capurro, dove coltiva le sue amicizie più significative e vive, inoltre, alcune esperienze indimenticabili. Tra queste la morte del Dandy, un vagabondo. Il cadavere del Dandy fu scoperto da Claudio e i suoi amici da piccoli nel Parco di Capurro, mentre gli adulti ammiravano il dirigibile Graf Zeppelin. Questa scoperta fu mantenuta segreta da tutti i presenti, ovvero: suo cugino Daniel (lettore assiduo di romanzi polizieschi), suo cugino Fernando e il suo vicino Norberto. Il successivo accadimento trascendentale fu la morte della madre di Claudio. In questa occasione Claudio conosce Rita, chiamata anche la bambina del fico, il suo primo approccio amoroso. Rita rimase solo pochi minuti, perché subito dopo scomparve.
Claudio si trasferisce a Punta Carretas, dove alla famiglia si unisce Sonia, la nuova fidanzata di suo padre. Nella casa c'era una stanza libera e fu affittata alla giovane Natalia e al suo fidanzato Quique. Un giorno la casa rimane vuota e rimangono solo Natalia e Claudio, Natalia (più grande di Claudio) lo induce ad avere un rapporto sessuale, che sarà la prima esperienza di Claudio, esperienza che non porterà a niente di più. 
Claudio iniziò a manifestare le sue doti artistiche e fu assunto da un'azienda per realizzare disegni. In quell'occasione ebbe il secondo incontro con Rita, che lavorava come hostess, cosicché ogni tanto poteva ritornare nella loro nazione. Questo incontro, dopo una chiacchierata, culminò in un bacio e ravvivò il loro amore. Dopo si diedero appuntamento per il giorno successivo, ma fu un inganno di Rita e l'incontro non ci fu mai.
Claudio inizia una relazione con Mariana, studentessa di veterinaria, che diventerà la sua prima fidanzata ufficiale. Si conobbero ballando il tango, stile musicale in auge all'epoca in cui è  ambientato il romanzo. Claudio decide di fare un viaggio a Quito, per un seminario sul disegno grafico. Durante il viaggio la storia diventa nuovamente surrealista e Claudio crede di vedere qualcosa che in verità non vede. Crede di vedere Rita come hostess che lo baciava, ma si rende conto che l'amore immaginario non serve, bensì quello reale e tangibile, che è quello di Mariana.

## Simboli

### Il fico

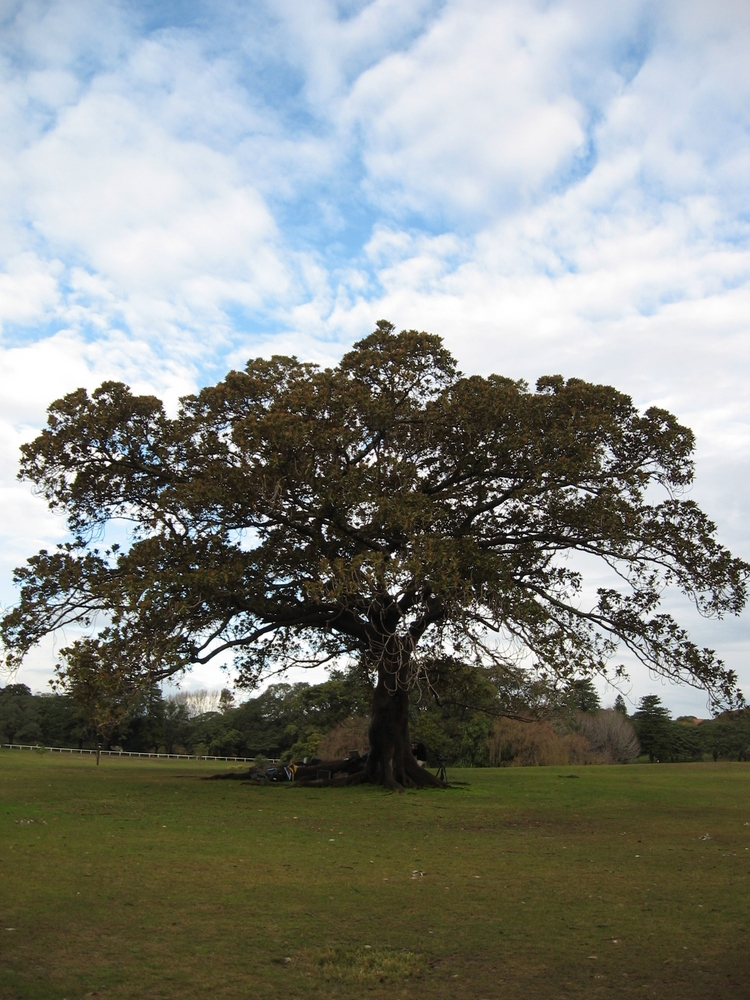
Fotografia di un fico grande nel Centennial Park a Sydney, NSW, Australia

Dietro la casa di Claudio a Capurro, nella casa di Norberto, è situato un fico. I due amici lo usano per comunicare e per entrare nelle rispettive stanze. Il ruolo fondamentale è l'utilizzo da parte di Rita nel loro primo incontro che tanto avrebbe segnato questa storia.

### Le 3 e 10
È l'orario di quasi tutti gli accadimenti importanti e quella che Claudio sceglie per dipingerla nei suoi orologi, che successivamente esibirà. Alle 3 e 10 ritrova il cadavere del Dandy, muore sua madre, incontra per la prima volta Rita ed è l'orario della sua prima volta con Natalia.

## Fondo del caffè
Il fondo del caffè è il residuo che lascia il caffè nella tazzina e che viene interpretato da una persona specializzata. È una pratica originaria del medio oriente e consiste nell'interpretare, partendo dal fondo del caffè, il suo passato, presente e futuro.